# Peugeot 407
| Sterne im Crashtest |

Der Peugeot 407 ist ein Mittelklassewagen der 400er-Reihe des französischen Automobilherstellers Peugeot. Er trat im April 2004 die Nachfolge der Baureihe 406 an. Der 407 teilte sich die Bodengruppe mit dem Citroën C5 und wurde in Rennes in der Bretagne hergestellt. Markante Kennzeichen dieses Modells waren der verhältnismäßig groß dimensionierte Lufteinlass im Bereich der Frontpartie sowie die weit nach hinten gezogenen Scheinwerfer.

## Modellgeschichte
Das Mittelklassefahrzeug 407 stand in Frankreich eindeutig an der Spitze dieses Marktsegmentes und hatte in Europa ein beachtliches Verkaufsvolumen. Das Fahrzeug befand sich auf einem insgesamt hohen technischen Standard (5 Sterne im NCAP-Crashtest, Partikelfilter, Kurvenbremsregelung, wahlweise Biturbo-Dieselmotoren mit über 200 PS).
Darüber hinaus gab es ab Dezember 2005 ein Coupé, das nicht wie die Vorgängerbaureihe bei Pininfarina in Turin, sondern wie die Limousine in Rennes gefertigt wurde. Besonders beliebt war der große Station Wagon, kurz SW, der jetzt nicht mehr – wie sonst bei PSA üblich – Break hieß und optisch sportlicher als das Stufenheck erscheint. Er konnte mit einem besonders großen Glasdach bestellt werden, das den Innenraum heller wirken lässt.

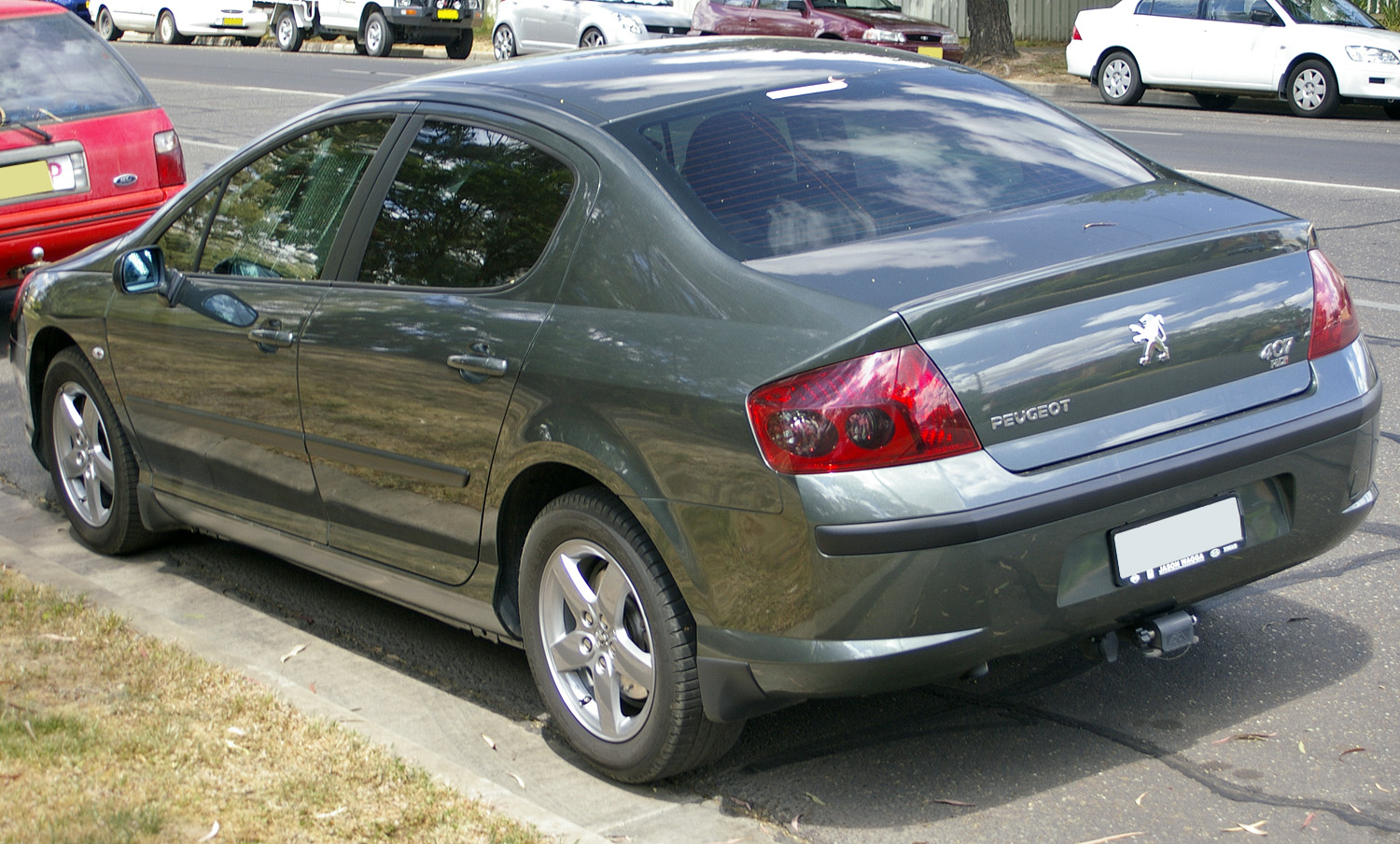
Heckansicht
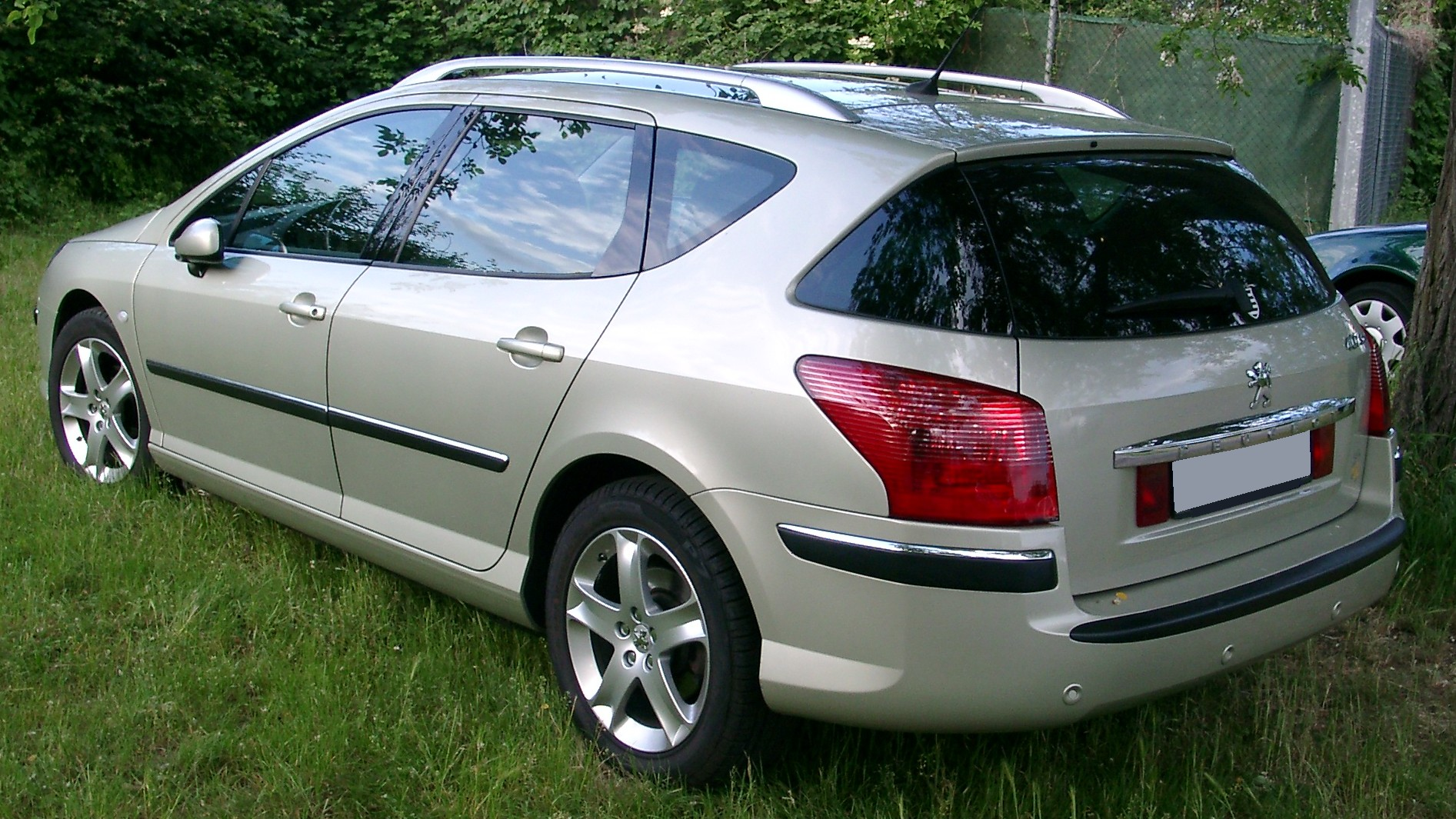
Peugeot 407 SW (2004–2006)

Im Dezember 2010 wurde die Produktion von Limousine und Kombi eingestellt. Die Nachfolge trat im Januar 2011 der Peugeot 508 I an. Das Coupé lief noch bis Dezember 2011 vom Band, erhielt allerdings kein Nachfolgemodell.

## Ausführungen (Deutschland)
Es gab den 407 als Limousine, Kombi (SW) und Coupé in den folgenden Ausstattungsvarianten:
- Tendance (nicht als Coupé)
- Sport
- Premium (nicht als Coupé)
- Platinum

## 407 Coupé
Das Coupé feierte seine offizielle Weltpremiere auf der 61. IAA 2005 in Frankfurt am Main. Ab Dezember 2005 war das Coupé auf dem deutschen Markt erhältlich. Die Dimensionen sind mit einer Länge von 4,82 Metern und 1,87 Meter Breite gegenüber denen des Vorgängers gewachsen.
Ab Juli 2009 wurde das 407 Coupé nur noch mit zwei Dieselmotoren als 2,0-Liter-HDI-FAP mit 120 kW und 3,0-Liter-Bi-Turbo-HDI mit einer Leistung von 177 kW angeboten. Das Coupé war zudem die letzte noch erhältliche Karosserievariante des 407 im Modellprogramm von Peugeot.
Im Dezember 2011 wurde auch die Produktion des Coupés eingestellt. Derzeit sind 609 (KBA Stand 1. Januar 2019) Fahrzeuge dieses Typs in Deutschland zugelassen.

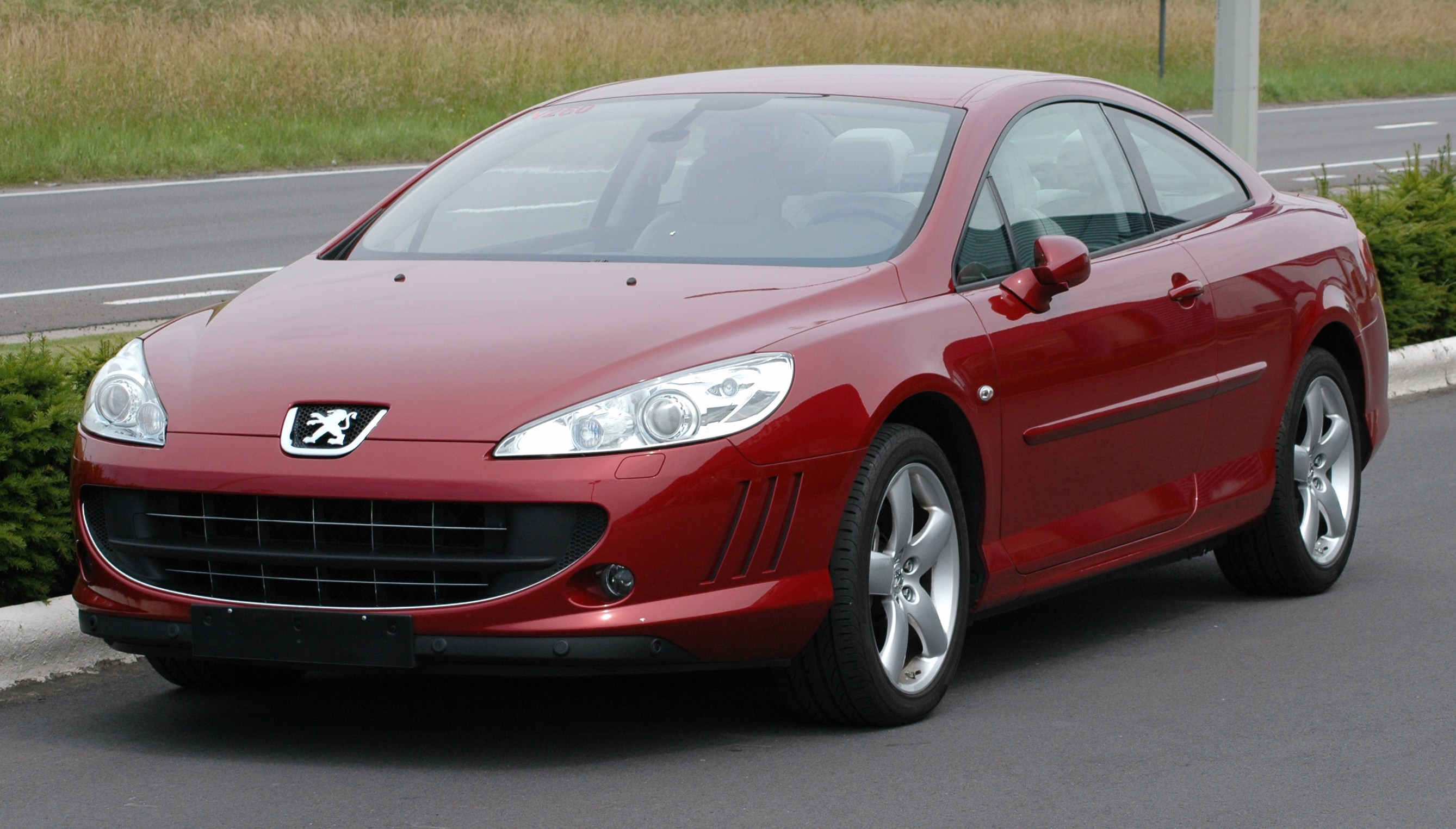
Peugeot 407 Coupé (2005–2011)
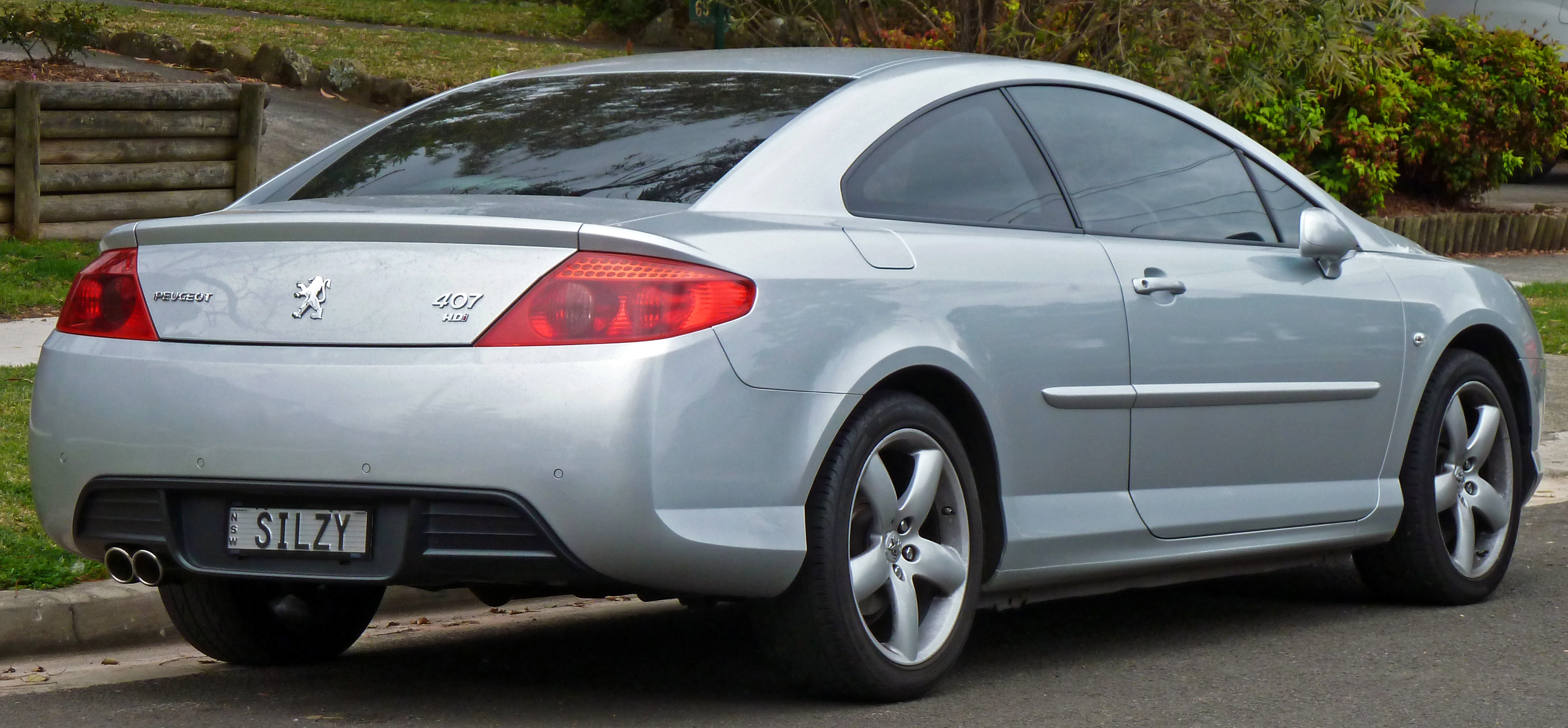
Heckansicht

| Ottomotoren            | Ottomotoren | Ottomotoren | Ottomotoren     | Ottomotoren               | Ottomotoren    | Ottomotoren     |
| Modell                 | Zylinder    | Hubraum     | Leistung        | Beschleunigung 0–100 km/h | Vmax           | Bauzeit         |
| ---------------------- | ----------- | ----------- | --------------- | ------------------------- | -------------- | --------------- |
| 2.2 16V                | R4          | 2230 cm³    | 120 kW (163 PS) | 8,9 s                     | 222 km/h       | 10.2005–06.2009 |
| 3.0 24V                | V6          | 2946 cm³    | 155 kW (211 PS) | 7,8 (9,1) s               | 243 (235) km/h | 10.2005–06.2009 |
| Dieselmotoren          |             |             |                 |                           |                |                 |
| 2.0 HDi FAP            | R4          | 1997 cm³    | 100 kW (136 PS) | 10,1 s                    | 207 km/h       | 07.2007–06.2009 |
| 2.0 HDi FAP            | R4          | 1997 cm³    | 120 kW (163 PS) | 9,1 s                     | 220 km/h       | 07.2009–12.2011 |
| 2.7 HDi FAP (Bi-Turbo) | V6          | 2720 cm³    | 150 kW (204 PS) | (8,8 s)                   | (230 km/h)     | 10.2005–06.2009 |
| 3.0 HDi FAP (Bi-Turbo) | V6          | 2993 cm³    | 177 kW (240 PS) | (7,7 s)                   | (243 km/h)     | 07.2009–12.2011 |

- Werte in Klammern gelten für Automatikgetriebe.

## Modellpflege
Die Baureihe erhielt in den sieben Jahren Bauzeit nur geringfügige optische, wohl aber größere technische Änderungen.

### 2006
Im Juni 2006 erhielten Limousine und Kombi ein leichtes Facelift.
Dies war äußerlich nur am erneuerten Kühlergrill mit verchromten waagerechten Streben und neuem Felgendesign zu erkennen. Die höchste Ausstattungsvariante „Platinum“ erhielt in Wagenfarbe lackierte Stoßstangen- und Seitenleisten. Bei allen anderen Ausstattungsvarianten blieben diese Leisten bis zur nächsten Überarbeitung unlackiert.
Weiterhin folgten zwei neue Dieselmotoren (ein 2,2-Liter-Motor mit 125 kW und ein 2,7-Liter-V6-Biturbo mit 150 kW).

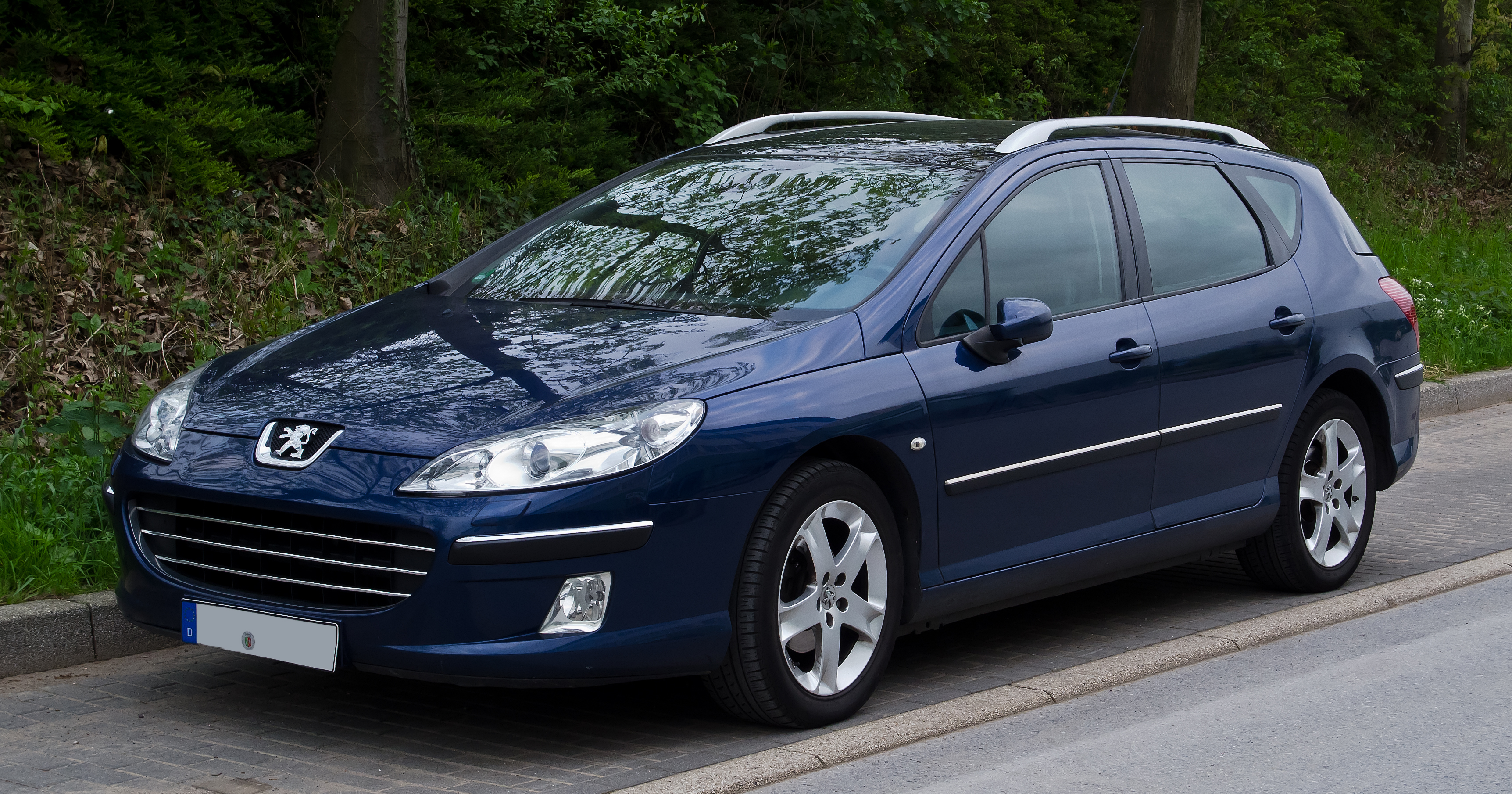
Peugeot 407 SW (2006–2008)
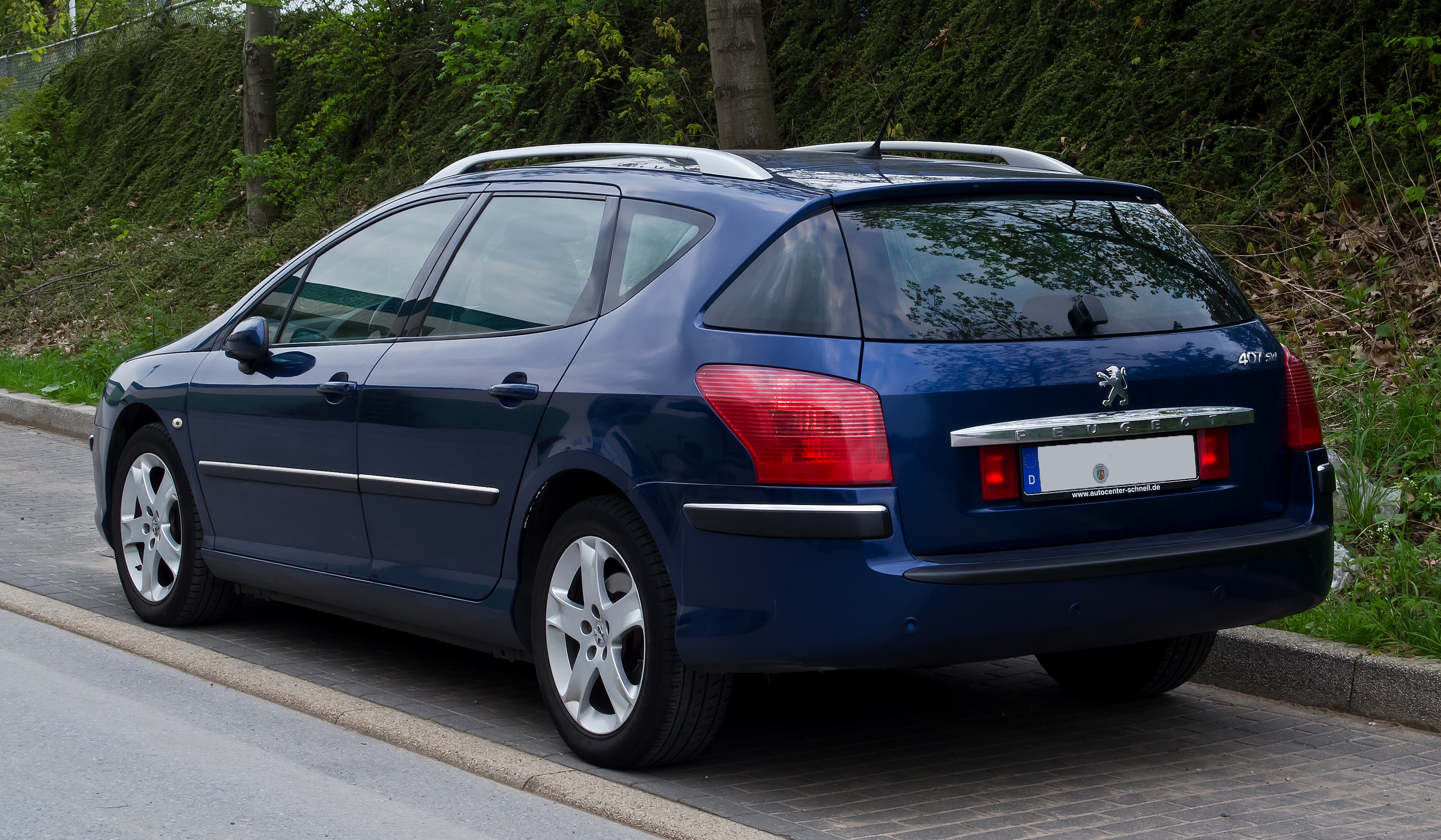
Heckansicht

### 2008
Im September 2008 erfolgte eine weitere Überarbeitung an der 407-Baureihe.
Diese beinhaltete äußerlich vor allem neue Heckleuchten mit weißen Blinkern bei der Limousine und beim Kombi Heckleuchten im Wabendesign.
Bei der Limousine ist es weiterhin ein geänderter Heckstoßfänger mit weiter nach unten versetztem Nummernschild. Auch der Kombi erhielt eine leicht geänderte Heckschürze. Die Rückfahrsensoren waren nun nicht mehr aufgesetzt, sondern bündig in den Heckstoßstangen eingelassen. Alle Ausstattungslinien erhielten die in Wagenfarbe lackierten Stoßstangen- und Seitenleisten.
Die Ausstattung wurde um eine optimierte Klimaautomatik, neue Telematiksysteme und eine Einparkhilfe für die Front ergänzt.

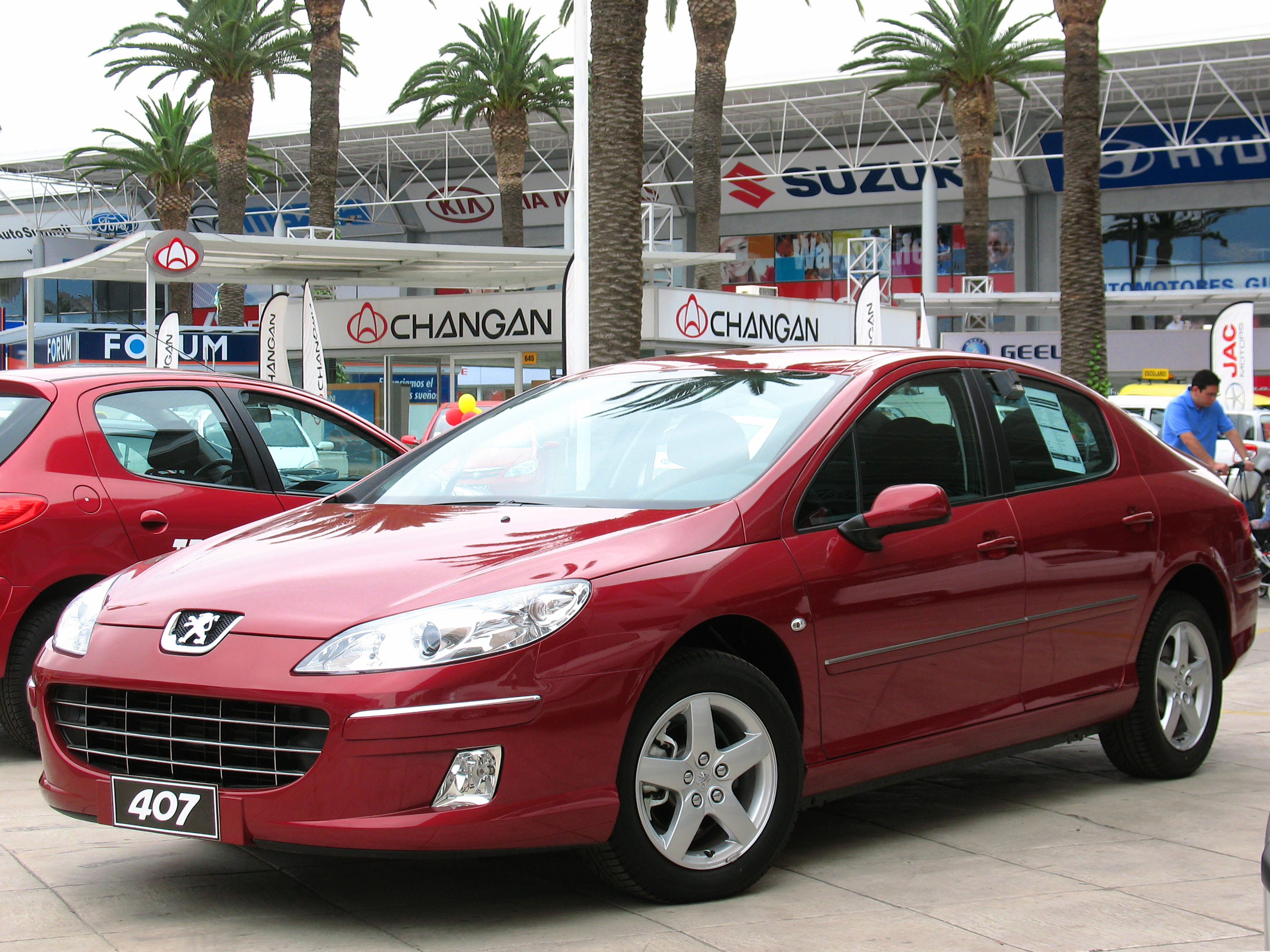
Peugeot 407 (2008–2010)
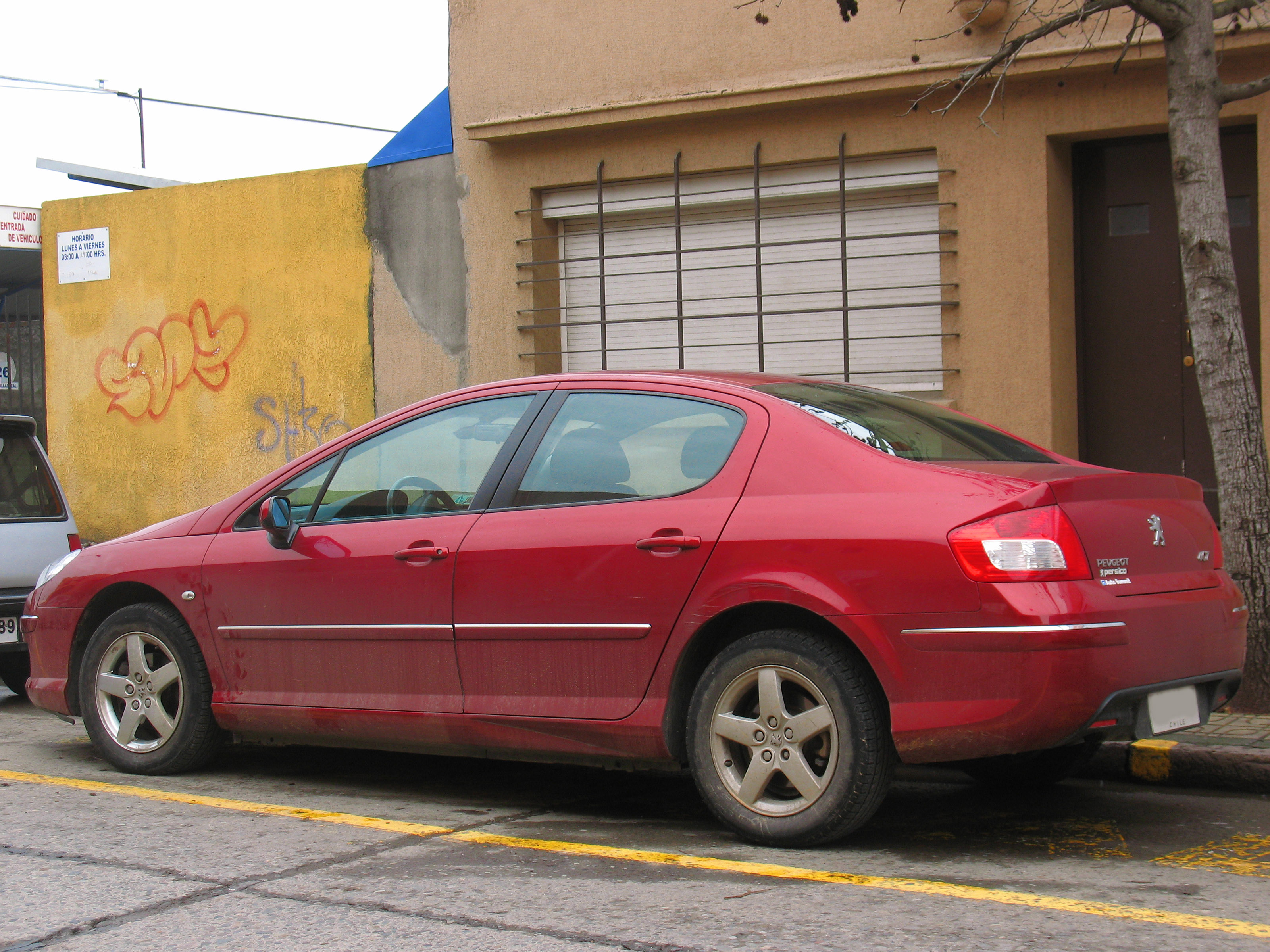
Heckansicht
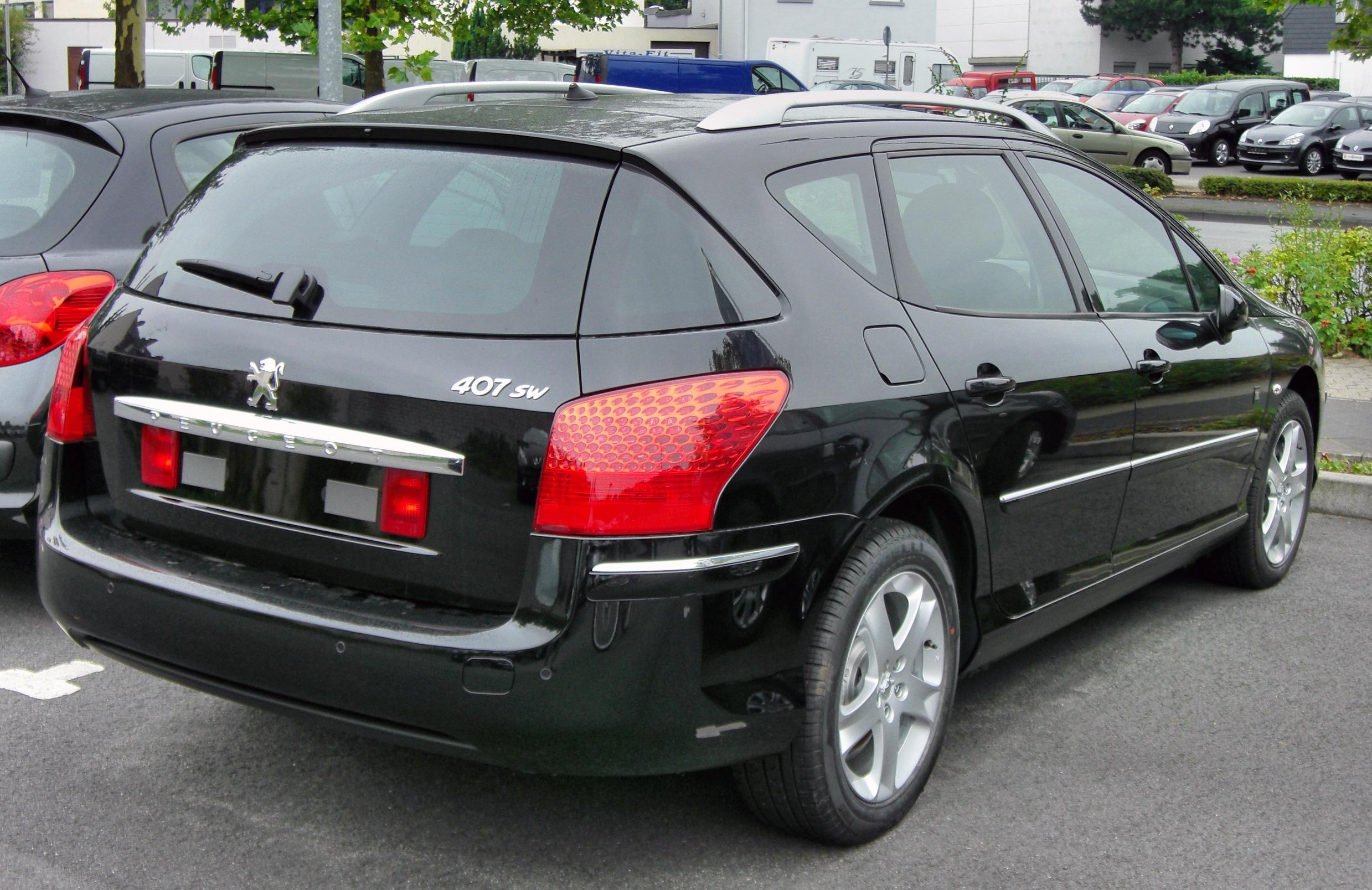
Peugeot 407 SW (2008–2010)

## Technische Daten

### Ottomotoren
| Modell                          | 1.8                   | 1.8                   | 2.0                                    | 2.0                                    | 2.2                                    | 2.2                                    | 3.0             |
| ------------------------------- | --------------------- | --------------------- | -------------------------------------- | -------------------------------------- | -------------------------------------- | -------------------------------------- | --------------- |
| Bauzeit                         | 04.2004–08.2005       | 09.2005–12.2010       | 04.2004–08.2005                        | 09.2005–12.2010                        | 04.2004–08.2005                        | 09.2005–06.2009                        | 04.2004–09.2007 |
| Motorcode                       | EW7J4 (6FZ)           | EW7A (6FY)            | EW10J4 (RFN)                           | EW10A (RFJ)                            | EW12J4 (3FZ)                           | EW12J4 (3FY)                           | ES9A (XFV)      |
| Motorbauart                     | R4-Ottomotor          | R4-Ottomotor          | R4-Ottomotor                           | R4-Ottomotor                           | R4-Ottomotor                           | R4-Ottomotor                           | V6-Ottomotor    |
| Hubraum (cm³)                   | 1749                  | 1749                  | 1997                                   | 1997                                   | 2230                                   | 2230                                   | 2946            |
| Max. Leistung kW (PS) bei 1/min | 85 (116)/5500         | 92 (125)/6000         | 100 (136)/6000                         | 103 (140)/6000                         | 116 (158)/5650                         | 120 (163)/5875                         | 155 (211)/6000  |
| Max. Drehmoment Nm bei 1/min    | 160/4000              | 170/3750              | 190/4100                               | 200/4000                               | 217/3900                               | 220/4150                               | 290/3750        |
| Getriebe                        | 5-Gang-Schaltgetriebe | 5-Gang-Schaltgetriebe | 5-Gang-Schaltgetriebe/ 4-Stufen-Autom. | 5-Gang-Schaltgetriebe/ 4-Stufen-Autom. | 6-Gang-Schaltgetriebe/ 4-Stufen-Autom. | 6-Gang-Schaltgetriebe/ 4-Stufen-Autom. | 6-Stufen Autom. |
| Verbrauch (Liter/100 km)        | 8,0                   | 7,7                   | 8,3                                    | 8,1                                    | 9,0                                    | 9,0                                    | 9,8             |
| CO2-Ausstoß (g/km)              | 190                   | 183                   | 197                                    | 192                                    | 214                                    | 214                                    | 233             |

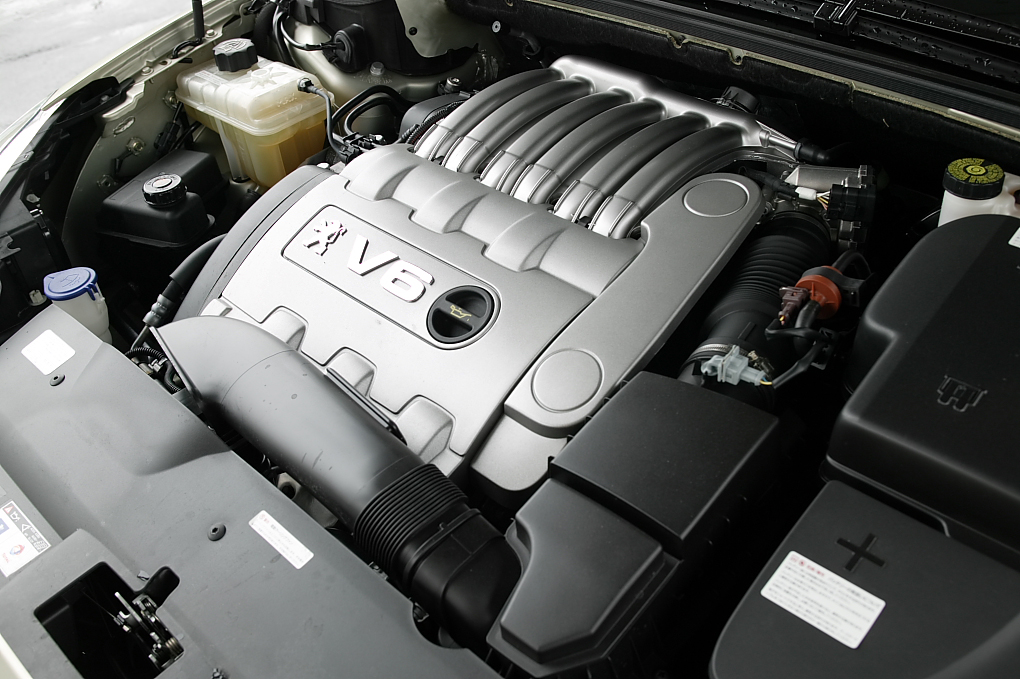
3,0-Liter-V6-Motor des 407

Der im 407 eingebaute 3,0-Liter-V6-Motor ES9A brachte gegenüber dem im 406 eingesetzten 3,0-Liter-Motor eine spürbare Leistungssteigerung mit sich, die insbesondere durch folgende Änderungen erreicht wurde:
- variable Ventilsteuerung VVT durch Nockenwellenverstellung
- neue Abgasanlage mit aktivem zweistufigem Schalldämpfer (pneumatisch gesteuerte Umschaltklappe)
  - verbessert das Geräuschverhalten unter normalen Betriebsbedingungen (Klappe geschlossen)
  - Leistungssteigerung bei Beanspruchung (Klappe geöffnet)

### Dieselmotoren
| Modell                          | 1.6 HDi (FAP)                                     | 2.0 HDi                                                             | 2.0 HDi                                           | 2.0 HDi                                           | 2.2 HDi                                           | 2.7 HDi                                           | 3.0 HDi                                           |
| ------------------------------- | ------------------------------------------------- | ------------------------------------------------------------------- | ------------------------------------------------- | ------------------------------------------------- | ------------------------------------------------- | ------------------------------------------------- | ------------------------------------------------- |
| Bauzeit                         | 04.2004–12.2010                                   | 04.2004–06.2009                                                     | 08.2008–12.2010                                   | 07.2009–12.2011                                   | 05.2006–12.2010                                   | 10.2005–06.2009                                   | 07.2009–12.2011                                   |
| Motorcode                       | DV6TED4 (9HY)                                     | DW10BTED4 (RHR)                                                     | DW10BTED4                                         | DW10CTED4                                         | DW12BTED4                                         | DT17TED4                                          | DT20C                                             |
| Motorbauart                     | R4-Dieselmotor mit Common-Rail-Direkteinspritzung | R4-Dieselmotor mit Common-Rail-Direkteinspritzung                   | R4-Dieselmotor mit Common-Rail-Direkteinspritzung | R4-Dieselmotor mit Common-Rail-Direkteinspritzung | R4-Dieselmotor mit Common-Rail-Direkteinspritzung | V6-Dieselmotor mit Common-Rail-Direkteinspritzung | V6-Dieselmotor mit Common-Rail-Direkteinspritzung |
| Motoraufladung                  | Turbolader                                        | Turbolader                                                          | Turbolader                                        | Turbolader                                        | Bi-Turbo                                          | Bi-Turbo                                          | Bi-Turbo                                          |
| Hubraum (cm³)                   | 1560                                              | 1997                                                                | 1997                                              | 1997                                              | 2179                                              | 2720                                              | 2993                                              |
| Max. Leistung kW (PS) bei 1/min | 80 (109)/4000                                     | 100 (136)/4000                                                      | 103 (140)/4000                                    | 120 (163)/3750                                    | 125 (170)/4000                                    | 150 (204)/4000                                    | 177 (240)/3800                                    |
| Max. Drehmoment (Nm)            | 240 bei 1750/min, 260 mit Overboost               | 320 bei 2000/min, 340 mit Overboost                                 | 320 bei 2000/min, 340 mit Overboost               | 340 bei 2000–3000/min                             | 370 bei 1500/min                                  | 440 bei 1900/min                                  | 450 bei 1600–3600/min                             |
| Getriebe                        | 5-Gang-Schaltgetriebe                             | 6-Gang-Schaltgetriebe / [4-Stufen-Automatik] / (6-Stufen-Automatik) | 6-Gang-Schaltgetriebe                             | 6-Stufen-Automatik                                | 6-Gang-Schaltgetriebe                             | 6-Stufen-Automatik                                | 6-Stufen-Automatik                                |
| Verbrauch (l/100 km)            | 5,3                                               | 5,9 [6,7] (7,1)                                                     | 5,7                                               | 6,8                                               | 6,1                                               | 8,4                                               | 7,2                                               |
| CO2-Ausstoß (g/km)              | 129                                               | 155 [175] (189)                                                     | 149                                               | 179                                               | 160                                               | 223                                               | 189                                               |

- Anmerkung: Die Verbrauchswerte beziehen sich auf die Limousine bzw. beim 3.0 HDi auf das Coupe.
- Die Dieselmotoren waren alle serienmäßig mit Partikelfilter FAP ausgerüstet.

Der 163-PS-Diesel wurde beim 407 und 407 sw serienmäßig mit einer Automatik kombiniert, die einen deutlichen Mehrverbrauch zur Folge hatte.
Der Motor DW12BTED4 ist mit einem Common-Rail-Einspritzsystem der 3. Generation ausgerüstet, das einen Druck von maximal 1800 bar liefert.
Overboost ist eine Einrichtung, die bei starker Beschleunigung für kurze Zeit den Ladedruck über den „normalen“ Wert erhöht und somit eine Anhebung des maximalen Motordrehmoments ermöglicht.
Der DV6TED4-Motor ist der erste Dieselmotor des PSA-Konzerns mit elektrischer Drosselklappeneinheit (Beheizung der Ansaugluft und Rückführung der Abgase).
Sowohl der 1.6 HDi als auch der 2.0 HDi (136 PS) sind ausgerüstet mit:
- Einspritzsystem Common Rail der 2. Generation, liefert einen Druck von maximal 1600 bar.
- Abgasturbolader mit variabler Geometrie und elektronischer Steuerung
- Ladeluftkühler
- Partikelfilter der 2. Generation
- Zylinderkopf mit Vierventiltechnik

Der 2,7-Liter-V6-Bi-Turbo-Diesel wurde als Gemeinschaftsprojekt mit Ford entwickelt. Das Aggregat besitzt zwei Turbolader (jeweils einer pro Zylinderbank) und wurde von der deutschen Fachpresse gelobt. Er wurde auch in einigen Jaguar-Modellen und seit 2006 auch im Peugeot 607 sowie im Citroën C6 und C5 eingesetzt. Dieser Motor wurde zum 3.0 HDi weiterentwickelt, der den 2.7 HDi ab 2009 ablöste und auch in der Coupé-Variante des 407 zum Einsatz kam.
Der 2.0-HDi-Diesel wurde Ende 2008 überarbeitet und leistet nun 103 kW anstatt 100 kW, verbraucht im Durchschnitt 5,7 statt 5,9 Liter und erreicht die Euro-5-Abgasnorm. Für Länder, in denen Bioethanol staatlich gefördert wird, war zudem ein 2,0-Liter-Ottomotor lieferbar, der auch mit Ethanol E85 betrieben werden kann.
Bei allen HDi-Dieselmotorisierungen wird zum Senken der Regenerationstemperatur des Rußpartikelfilters bei jedem Tankvorgang dem Kraftstoff eine Ceran-Additivlösung aus einem separaten Vorratsbehälter beigemischt. Ab 2009 wurde die 135-PS-Variante des 2.0 HDi nur noch mit 6-Stufen-Automatik angeboten, da der neue 2.0 HDi vorerst nur mit einem 6-Gang-Schaltgetriebe verfügbar war.

## Sicherheit
Beim Euro-NCAP-Crashtest erhielt der 407 fünf von fünf Sternen. Die Insassen der 407-Limousine und des SW werden ausstattungsabhängig durch bis zu neun Airbags geschützt: Fahrerairbag, Beifahrerairbag, ein Knieairbag für den Fahrer, zwei durchgehende Vorhangairbags links und rechts für die Köpfe, zwei Seitenairbags vorne sowie optional zwei Seitenairbags hinten.

## Nachfolger
Der Peugeot 508 I wird seit März 2011 als viertürige Stufenhecklimousine und als fünftüriger Kombi mit der Zusatzbezeichnung SW in Deutschland angeboten und löste als Nachfolgemodell sowohl den 407 als auch den 607 ab. Als Karosserievarianten sind eine Limousine und ein Kombi im Angebot, ein neues Coupé innerhalb dieser Modellreihe ist vorerst nicht geplant.
In China wird darüber hinaus der Peugeot 408 angeboten, bei dem es sich um eine Stufenheckvariante des 308 handelt.

## Zulassungszahlen
Zwischen 2004 und 2011 sind in der Bundesrepublik Deutschland insgesamt 57.411 Peugeot 407 neu zugelassen worden. Mit 18.303 Einheiten war 2005 das erfolgreichste Verkaufsjahr.
|  |

|  |

|  |

|  |

|  |

|  |

|  |

|  |

|  |

|  |

|  |

|  |

|  |

|  |

|  |

|  |

|  |

|  |

|  |

|  |

|  |

|  |

|  |

|  |

|  |

|  |

|  |

|  |

|  |

|  |

|  |

|  |

|  |

|  |

|  |

|  |

|  |

|  |

|  |

|  |

|  |

|  |

|  |

|  |

|  |

|  |

|  |

|  |

|  |

|  |

|  |

|  |

|  |

|  |

|  |

|  |

|  |

|  |

|  |

|  |

|  |

|  |

|  |

|  |

|  |

|  |

|  |

|  |

|  |

|  |

|  |

|  |

|  |

|  |

|  |

|  |

|  |

|  |

|  |

|  |

|  |

|  |

|  |

|  |

|  |

|  |

|  |

|  |

|  |

|  |

|  |

|  |

|  |

|  |

|  |

|  |

|  |

|  |

|  |

|  |

|  |

|  |

|  |

|  |

|  |

|  |

|  |

|  |

|  |

|  |

|  |

|  |

|  |

|  |

|  |

|  |

|  |

|  |

|  |

|  |

|  |

|  |

|  |

|  |

|  |

|  |

|  |

|  |

|  |

|  |

|  |

|  |

|  |

|  |

|  |

|  |

|  |

|  |

|  |

|  |

|  |

|  |

|  |

|  |

|  |

|  |

|  |

|  |

|  |

|  |

|  |

|  |

|  |

|  |

|  |

|  |

|  |

|  |

|  |

|  |

|  |

|  |

|  |

|  |

|  |

|  |

|  |

|  |

|  |

|  |

|  |

|  |

|  |

|  |

|  |

|  |

|  |

|  |

|  |

|  |

|  |

|  |

|  |

|  |

|  |

|  |

|  |

|  |

|  |

|  |

|  |

|  |

|  |

|  |

|  |

|  |

|  |

|  |

|  |

|  |

|  |

|  |

|  |

|  |

|  |

|  |

|  |

|  |

|  |

|  |

|  |

|  |

|  |

|  |

|  |

|  |

|  |

|  |

|  |

|  |

|  |

|  |

|  |

|  |

|  |

|  |

|  |

|  |

|  |

|  |

|  |

|  |

|  |

|  |

|  |

|  |

|  |

|  |

|  |

|  |

|  |

|  |

|  |

|  |

|  |

|  |

|  |

|  |

|  |

|  |

|  |

|  |

|  |

|  |

|  |

|  |

|  | Benziner (12.864) |

|  | Benziner (12.864) |

|  | Diesel (44.547) |

|  | Diesel (44.547) |